# 陈设饼

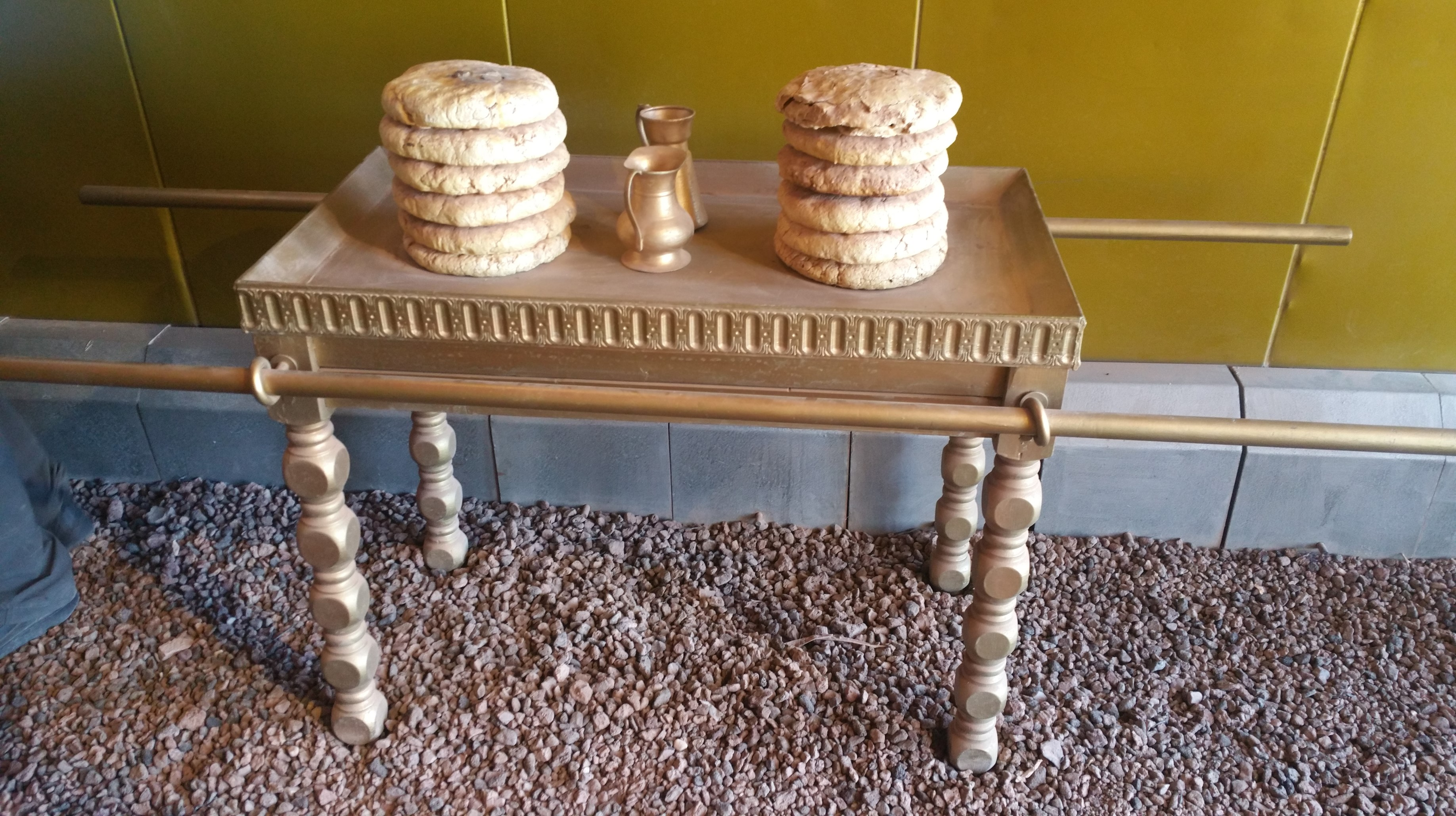
陈设饼在桌子上的一张图片

陈设饼出自《圣经》，直译为“在面前的饼”。

## 简介
陈设饼是以色列人圣所内的圣物。据《圣经》记载，用不加酵的细面烤制12个饼（代表以色列12支派），分成2行，上面放置乳香，供奉在圣殿内一个特别的纯金桌子上（即陈设饼的桌子），作为祭品献给耶和华，且陈设饼必须一直摆放在耶和华面前（出25：30）。
新约中，陈设饼有其属灵的预表。

## 条例（旧约）
列为两行，每行六个，上面放有乳香。　　
陈设饼要常摆在耶和华面前，作为以色列人永远的约。
每安息日更换一次，每当换上新饼时，乳香就要在坛上焚烧，在耶和华面前作为纪念。
换下来的饼算是圣物，惟有祭司才能吃。祭司要在圣所里吃，为永远的条例。

## 预表（新约）
1. 预表生命之粮的基督（约6：48），吃的人就必得着生命（约6：57）。
吗哪、陈设饼都预表基督是生命之粮。人类肉身和灵性的粮食都得仰赖　神，而且唯有藉着基督，人才能得到这粮食。　神曾在旷野用吗哪养活以色列人，如今我们在肉体的粮食和圣灵的福惠，仍然仰赖他丰富的供应。
2. 祭司不断摆饼、吃饼，象征信徒要不断信靠顺服，从主那里不断领受，才能使灵命长进。（约15:5-10）

## 陈设饼的桌子
纯金制作的桌子，用来摆陈设饼。 
桌子的位置：在圣所内的北边，与灯台相对。（出40:22-23）
陈设饼（希伯來語：‎，羅馬化：lechem (hap)pānīm），直译为“在面前的饼”，是希伯来圣经中提到，用细面烤制的12个饼，分成2行，上面放置乳香，供奉在耶路撒冷圣殿的圣所内一个特别的纯金桌子上，作为献给耶和华的祭品，因为圣经规定，陈设饼必须一直摆放在耶和华的面前（出埃及记 25章30节）。